# ヴァルデマー1世 (デンマーク王)
ヴァルデマー1世クヌーズソン ( ヴァルデマー大王とも。デンマーク語: Valdemar den Store、1131年1月14日 - 1182年5月12日 ) とは、12世紀後半のデンマーク王である。ヴァルデマー大王の治世においてデンマーク王国は最盛期を迎え、彼の息子ヴァルデマー2世の治世で王国は中世最大の版図を誇ることとなる。

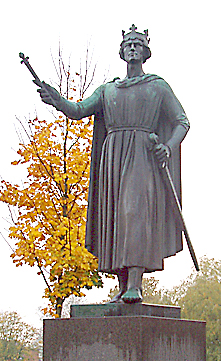
リングステズの広場に聳え立つヴァルデマー大王の銅像

## 幼少期
ヴァルデマー1世はシュレースヴィヒ公クヌーズ・レーヴァートの息子として生まれた。クヌーズ・レーヴァートはデンマーク王エーリク1世の長男で勇敢で人気な騎士として知られているが、ヴァルデマーの誕生から数日後にスウェーデン王マグヌス1世に殺害された。ヴァルデマーの母親インゲボルガ・ムスチスラヴナはキエフ大公ムスチスラフ1世とスウェーデン王族クリスティーナ・インゲスドッテルの娘であり、ヴァルデマー1世は彼の祖父であるキエフ大公ウラジーミル2世モノマフに因んで名付けられた。
ヴァルデマーはリングステッド地方に居を構える家臣アサ・リーの元で育てられた。アサはヴィーゼ家の構成員の一人であり、ヴァルデマーの父親クヌーズ・レーヴァートと共に育ったデーン人貴族である。そんなアサはクヌーズの息子ヴァルデマーを自身の息子アブサロン・エスバーン・スネールと共に養育したのであった。ヴァルデマーと共に育ったアブサロン・エスバーンは彼と親しい間柄の仲となった。

## 王位をめぐる争い
1146年、ヴァルデマーが15歳の頃、エーリク3世がデンマーク王位から退位したことにより、次期デンマーク王をめぐる争いが勃発した。この際、ヴァルデマーは次期デンマーク王候補者の1人となった。ヴァルデマーの他にもエーリク2世の息子スヴェン3世やスウェーデン王マグヌス1世の息子クヌーズ5世が次期国王に名乗りをあげ、1146年には2人ともデンマーク王を称した。デンマーク内戦はその後10年間ほど続いた。1154年にはヴァルデマーがクヌーズと同盟を締結し、クヌーズと自身が共同王としてデンマーク王に即位することが取り決められた。1157年7月、ヴァルデマー・スヴェン・クヌーズの3人が共同統治者としてデンマーク王国を3分割した上でそれぞれが統治することが取り決められた。
しかしその後、1157年8月に開催されたロスキレの血祭りの際にクヌーズが殺害された。そして同年9月23日にはグラーテ・ヘーゼの戦いでヴァルデマー軍がスヴェン軍を撃破した。スヴェン3世は敗走中に殺害された。おそらくスヴェンは戦場から逃亡する際にたまたま遭遇した農民の一団に殺害されたものと想定されている。相次ぐ共同王の死によって、ヴァルデマーは唯一のデンマーク王となった。

## ヴァルデマーの治世
1158年、ヴァルデマーの盟友アブサロンがロスキレ司教に選出され、ヴァルデマーは彼を筆頭顧問に任命した。ヴァルデマー王は相次ぐ戦争で疲弊したデンマーク王国を立て直すべく奔走した。彼は王国南部のダニーバーク要塞を補強し、アルス・スンド海峡中の小島をSønderborg城を建築することで要塞化した。その後この小島はアルス島と地続きとなった。またヴァルデマー王は王国南東部で影響力を強めるヴェンド人に対処するために、かつてデーン人ヴァイキングが用いていた襲撃戦術を刷新した重騎兵を用いた水陸両面戦術をもってしてヴェンド人に対抗した。この水陸両用戦術は彼の後継者であるクヌーズ6世の頃により改良されることとなる。
その後、ヴァルデマー王はアブサロンの助言のもとで、デンマーク王国沿岸部に襲撃を続けるヴェンド人に宣戦布告し、両者は戦争状態に陥った。この頃のヴェンド人はポメラニア地方・リューゲン島を占領しており、デンマーク軍の約2倍もの兵力を有していたため、彼らはデンマーク王国に対する明らかな脅威となっていた。それゆえ、デンマーク王国はヴェンド人の支配地域沿岸部に襲撃作戦を敢行し、リューゲン島の奪還征服に至るまでに反撃した。リューゲン島はその後のデンマーク軍によるヴェンド人支配地域への侵略戦争の新たな拠点となった。デンマーク人の影響力はポメラニア地方・オボトリート族の支配地域にまで及び、両地域は定期的にデンマーク軍によって襲撃され続けた。1170年ごろ、ヴァルデマー王とアブサロン司教が率いる少数のデンマーク艦隊がオーデル川に沿ってポメラニア地方を襲撃した際にポメラニア公カジミール1世の艦隊の攻撃を受けた。ポメラニア艦隊はオーデル川に架かるジュリン橋付近でデンマーク艦隊に攻撃を仕掛け、デンマークのさらなる襲撃を終わらせようと試みたのであった。圧倒的に劣勢であったデンマーク艦隊であったが、自身の数倍の兵力を有するポメラニア艦隊を完膚なきまでに叩き潰した。このデンマーク艦隊が騎馬兵を率いていたことがこの大逆転の所以とされる。1175年、ヴァルデマー王はドイツ沿岸部の防衛・襲撃拠点とするためにVordingborg Castleを建築した。
1180年、デンマーク王国内で有数の富裕地域であるスコーネ地方において政情不安が広がった。スコーネの民衆が、ヴァルデマー王が据え置いたユトランド地方出身の外国人統治者によるスコーネ統治に反発し、かつてスコーネ地方を領していたSkåneland地方出身の貴族をスコーネ領主に据え置くように要求したのである。また、彼らは十分の一税の納税も拒否したとされる。ヴァルデマー王はそんなスコーネ民衆の要求を拒否したが、民衆はさらに反発を強めて国王に対しても教会に対しても納税を拒否した。スコーネ討伐に乗り出したものの、反乱軍の規模があまりにも大きかったためにヴァルデマー王は自身の召集兵だけでは対処できず、ヴレーキンゲ地域からも民兵を召集する必要に迫られた。ヴァルデマー軍と反乱軍はスコーネ地方西部で激突した。(en: the Battle of Dysiaa) ヴァルデマー軍は数で勝る反乱軍を撃滅した。戦後、農民反乱軍はヴァルデマーに降伏したものの、それでも十分の一税の支払いを拒み続けた。それゆえにヴァルデマーは税としての支払いではなく、教会に対する気前の良い寄付という形で教会に財を送るよう農民らを仕向けた。しかしヴァルデマーはスコーネ地方の統治者に関する点は農民らに対して譲歩したという。彼はスコーネの統治者を据え変え、新たにスコーネ人の貴族を支配者に任命したという。スコーネ地方に対するこの譲歩政策は、その他のデンマーク王国内の地域にも適用され、後々にデンマーク王国で制度化されることとなった。この支配体制はカルマル同盟の際にも用いられることとなる。

## 家族
ヴァルデマー王はスウェーデン女王リクサ・ボレスワヴヴナの娘でデンマーク王クヌーズ4世の義兄弟でもあったソフィヤ・ウラジミロヴナと結婚した。
- ソフィア (1159年〜1208年)
  - 彼女はヴァイマル＝オーラミュンデ伯シーグフリード3世（英語版）と結婚した。
- クヌーズ6世(1163年〜1202年)
- マリア (1165年ごろ生)
  - 1188年にロスキレで修道女となった。
- マルガレータ (1167年ごろ〜1205年)
  - 1188年にロスキレで修道女となった。
- ヴァルデマー2世 (1170年〜1241年)
- インゲボルグ (1174年〜1237年)
  - フランス王フィリップ2世と結婚しフランス王妃となった。
- ヘレネ（英語版） (1176年ごろ〜1233年)
- リキサ (1178年ごろ〜1220年)
  - スウェーデン王エリク・クヌートソンと結婚しスウェーデン女王となった。
- Walburgis (1177年ごろ没)
  - ポメラニア公ボギスラフ1世と結婚した。

ヴァルデマー1世の死後、ソフィアはテューリンゲン方伯ルートヴィヒ3世と再婚した。